# Chimen Abramsky
Chimen Abramsky (en hebreo: שמעון אברמסקי‎; Minsk, 12 de septiembre de 1916 - Londres, 14 de marzo de 2010) fue profesor británico de origen judío lituano-bielorruso. Fue profesor emérito en estudios judíos en el University College London. Su primer nombre se pronuncia Shimon.

## Biografía
Abramsky nació en Minsk, Imperio ruso en el seno de una familia judía lituana el 12 de septiembre de 1916, siendo hijo del rabino Yehezkel Abramsky. Obtuvo una licenciatura de la Universidad Hebrea de Jerusalén y una maestría de la Universidad de Oxford. Fue lector de historia judía, luego profesor Goldsmid de estudios hebreos y judíos en el University College London. Fue miembro principal del St. Antony's College de Oxford. Siendo un destacado estudioso de la historia judía, Abramsky también era conocido como un experto en libros y manuscritos hebreos antiguos, y fue consultado profesionalmente durante muchos años por la casa de subastas Sotheby's, que tradicionalmente organizaba una subasta hebraica y judaica cada año.
En 1936, mientras estudiaba en la Universidad Hebrea de Jerusalén, se involucró en la política del campus socialista y, en una ocasión, recordó haber sido golpeado por el futuro primer ministro israelí, Isaac Shamir, entonces una figura destacada del Irgún de derecha. Abramsky fue descrito como ateo.
Abramsky visitó Londres en el verano de 1939 para ver a sus padres, posteriormente no podría regresar al Mandato Palestino debido a la Segunda Guerra Mundial; durante este tiempo conocería y se casaría con Miriam Nirenstein (1917-1997). La conocería en la tienda de sus padres, Shapiro Vallentine, una destacada editorial de libros académicos judíos. Tuvieron dos hijos, Jack y Jenny, el último de los cuales se convirtió en un empleado senior de la BBC. Jack, un matemático, es el padre de Sasha Abramsky. La casa que Chimen y Miriam compartían en Highgate, al norte de Londres, se consideraba un destino importante para pensadores y eruditos.
En 1966, fue invitado a ocupar una cátedra recién creada sobre historia judía moderna en el University College London.
En un incidente muy conocido, Abramsky una vez recibió al príncipe heredero japonés y erudito en hebreo, el príncipe Takahito de Mikasa, en el Instituto de Estudios Judíos del University College London en 1975.
Falleció el 14 de marzo de 2010.

## Obras
- Sasha Abramsky: The house of twenty thousand books . Londres: Halbán, 2014. ISBN 9781905559640[10]